# Polinização em orquídeas

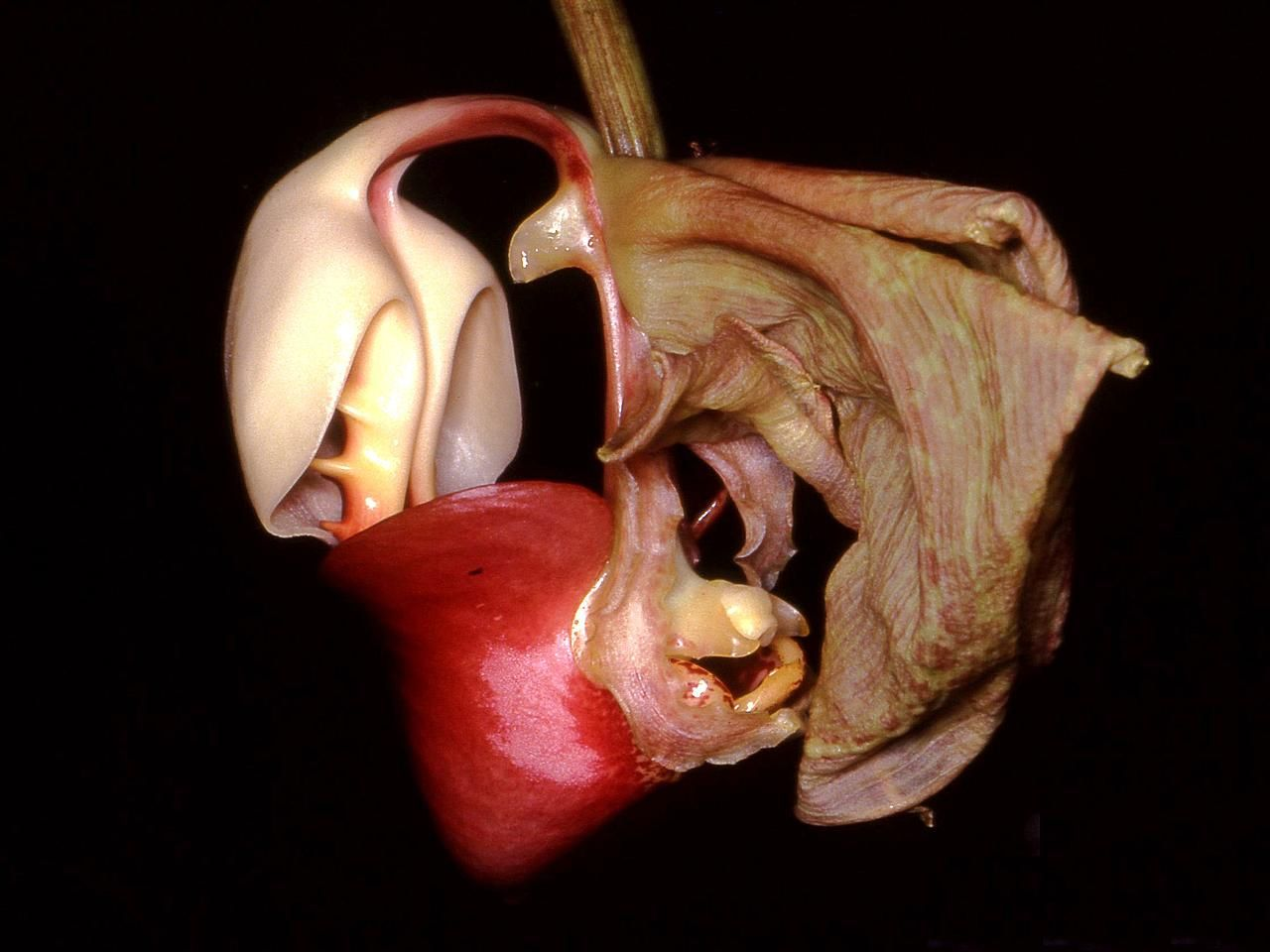
As formas, cores e fragrâncias das orquídeas são o resultado da sua coevolução com os animais polinizadores. Na imagem observa-se uma flor Coryanthes leucocorys, espécie que tem desenvolvido um dos mecanismos mais fascinantes de atracão de polinizadores por médio de uma bolsa cheia de líquido

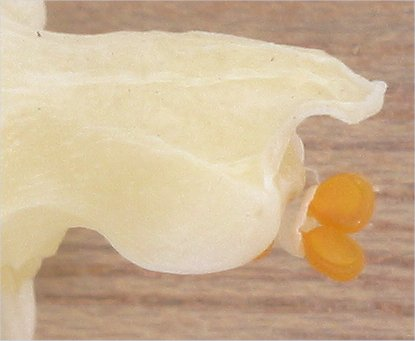
Polínias de uma orquídea do género Phalaenopsis em vista lateral

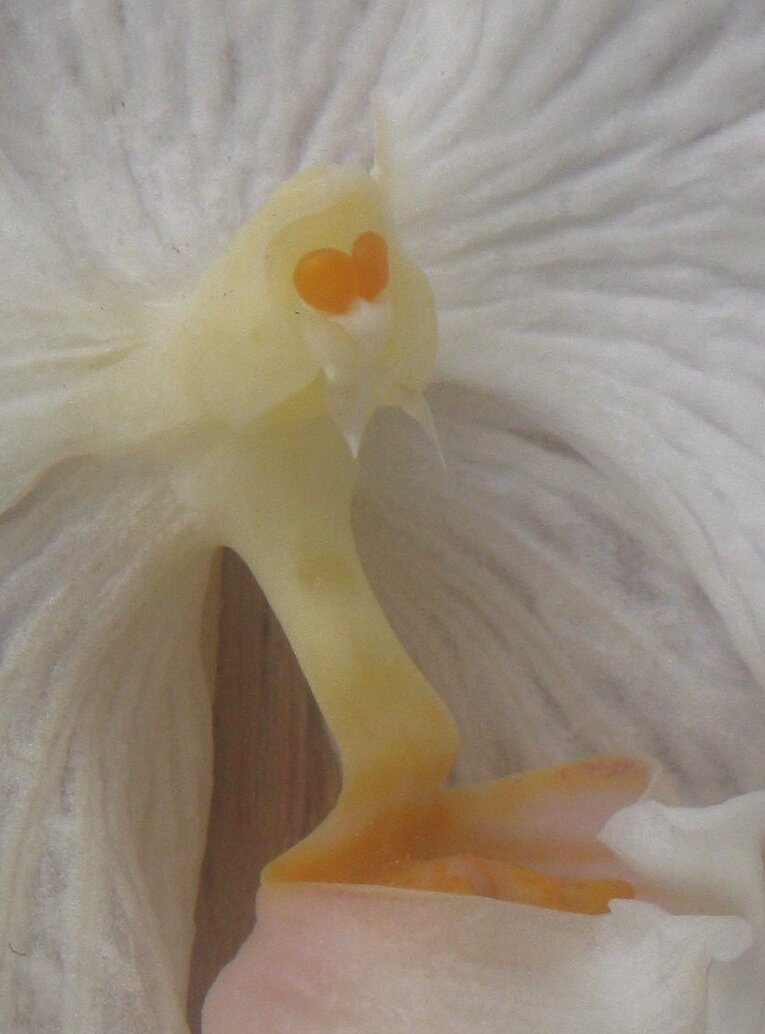
Polínia de Phalaenopsis

A polinização nas orquídeas é um capítulo extremamente complexo na biologia desta família de plantas que se distinguem das demais angiospermas, pela complexidade das suas flores e pelas intrincadas interações ecológicas com os seus agentes polinizadores. É um tema que tem captado a atenção de numerosos cientistas através do tempo, incluindo a Charles Darwin, pai da teoria da evolução por seleção natural, quem realizou as primeiras observações a respeito do papel fundamental dos insetos na polinização das orquídeas, que foram publicadas em 1862 em seu livro A fecundação das orquídeas. De facto, Darwin não exagerou quando afirmou que as variadas estratagemas que usam as orquídeas para atrair as suas polinizadores transcende a imaginação de qualquer ser humano.

## Adaptações das orquídeas à polinização por animais
As 97% das espécies de orquídeas precisam de um polinizador para que se leve a cabo a transferência dos grãos de pólen de uma planta aos Gineceus de outro indivíduo e, portanto, para que se produza a fecundação e a formação das sementes.  Deve-se ter em conta que o pólen das orquídeas se acha agrupado em massas compactas chamadas polínias (singular: "polinário"), de tal modo que por si só, ou por ação do vento, o pólen não se pode dispersar de uma flor a outra pelo que os polinizadores são imprescindíveis para assegurar a sua reprodução sexual.
Estes polinizadores são muito variados e, segundo qual seja a espécie em questão, podem ser moscas, mosquitos, abelhas, vespas, borboletas, besouros, e aves (especialmente colibri).
A zoofilia que caracteriza às orquídeas pressupõe que os animais polinizadores visitem as flores de maneira regular e se detenham nelas o tempo suficiente; que as anteras e o estigma sejam roçados ou tocados com certa frequência e que o primeiro fique aderido aos visitantes de modo tão perfeito que possa chegar com a devida segurança aos estigmas de outras flores. O resultado da zoofilia depende essencialmente de que os animais possam reconhecer as flores desde uma verdadeira distância e de que se vejam compelidos a visitar durante um verdadeiro tempo as flores da mesma espécie. As flores zoófilas, então, devem possuir produtos atraentes (iscas, como o pólen e o néctar), meios de publicitar (tais como cheiros e cores) e também, pólen viscoso ou aderente.
No curso da evolução das angiospermas produziu-se uma diferenciação muito intensa dos meios de atração e atração, bem como da forma da flor; graças a isso um número a cada vez maior de animais têm podido colaborar na polinização. Da visita casual das flores por animais variados passou-se de modo progressivo, em ocorrência da evolução, ao estabelecimento de estreitas relações entre os «animais antófilos» e as «flores zoófilas», com evidentes vantagens para ambos grupos. Para as plantas implicou uma precisão crescente na atração de só determinados visitantes e uma transferência do pólen aos estigmas de outras plantas a cada vez mais segura, o que resultou numa poupança progressiva na produção de pólen. De facto, a relação entre o número de grãos de pólen e o número de óvulos produzidos por uma flor é da ordem de um milhão para as plantas anemófilas, enquanto nas orquídeas é de um. Para os animais polinizadores especializados, a concorrência com outros animais antófilos resultou diminuída e a polinização orientada ou especializada numa única espécie passou a ser, em última instância, vantajosa para eles.
O desenvolvimento evolutivo das angiospermas zoófilas e dos grupos de animais que se foram adaptando a elas só pode se compreender como uma coevolução condicionada por relações recíprocas. A adaptação entre si das orquídeas e suas polinizadores tem chegado às vezes tão longe que não podem existir um sem o outro.
Os mecanismos de polinização são o fruto da coevolução das orquídeas e de suas polinizadores. Tais mecanismos são benéfico para ambas partes: o agente polinizador obtém néctar da flor das orquídeas e esta a sua vez se beneficia com a transferência do pólen de uma flor a outra. Não obstante, em muitos casos a atração dos polinizadores pelas orquídeas não envolvem recompensas mas enganos.

## As flores das orquídeas

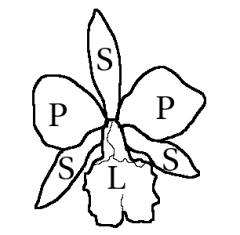
Disposição das peças de uma flor de orquídea: pétalas (P), sépalas (S), labelo (L)

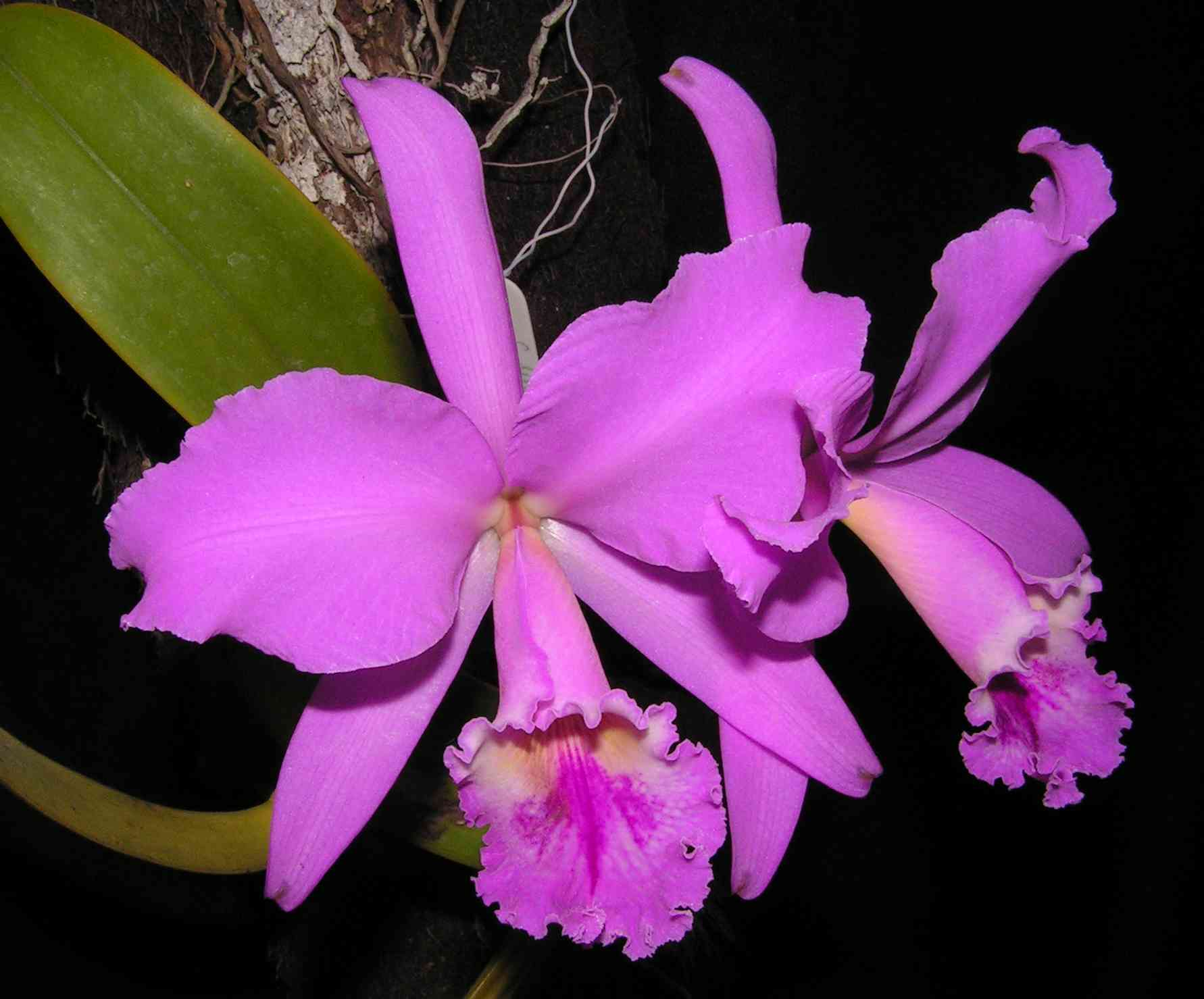
Flor de Cattleya labiata, planta nativa de Brasil. Compare com o esquema superior

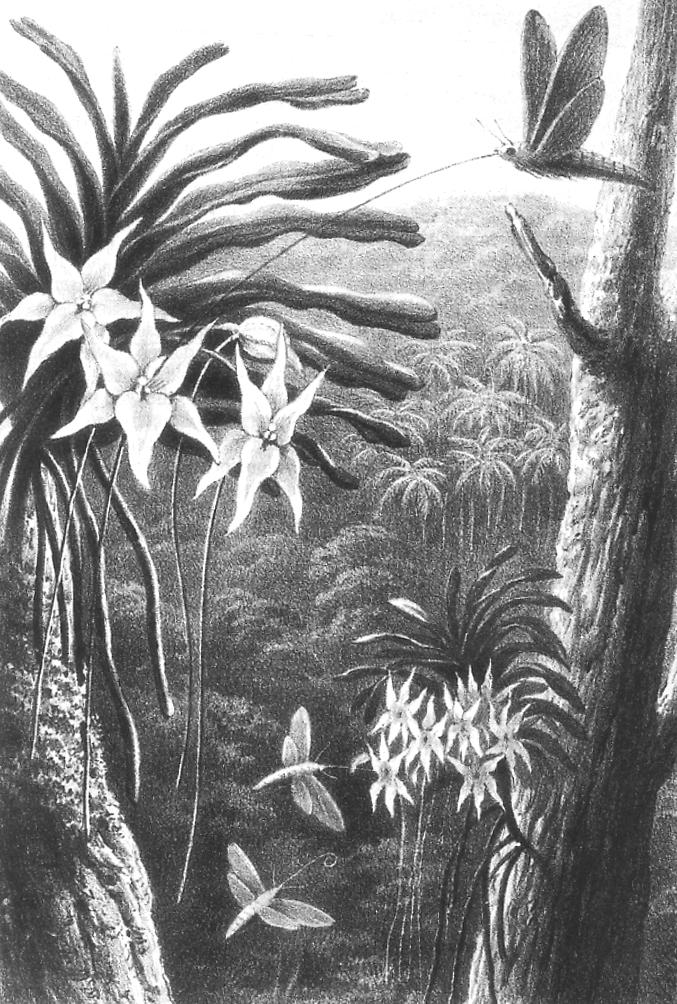
Ilustração da polinização de Angraecum sesquipedale por uma polilla hipotética de longa proboscis. O desenho foi realizado em 1867 por Alfred Russel Wallace, seguindo a predição realizada por Charles Darwin de 1862. Em 1903 foi descoberta a polilla em Madagascar e baptizada como Xanthopan morganii praedicta.

As flores das orquídeas são em geral hermafroditas (raramente unisexuais) e usualmente cigomorfas (isto é, de simetria bilateral). Na grande maioria dos géneros, as flores estão formadas por três elementos externos chamados sepalas, dois laterais e um dorsal, e três elementos internos chamados pétalas, o inferior modificado num lábio ou labelo, de maior  tamanho e de cor mais intensa que os restantes. O labelo com frequência é trilobulado, ou de formas incomuns, com chichoncitos ou cristas carnosas ou com um estolho basal, e muitas vezes com um padrão de cores totalmente diferente ao das outras duas pétalas.
O androceu apresenta usualmente um ou dois estames (às vezes 3) e está unido ao estilete e ao estigma, formando uma "coluna" (também chamada "ginostemo" ou "ginostegio"). O pólen comummente acha-se agrupado em 2 ou 4 (ou podem ser 1-12) massas suaves a duros chamadas polínias. A polínia junto com um tallito pegajoso (derivado da antera ou do estigma) formam em conjunto o "polinário", a unidade de transporte durante a polinização. O gineceu está formado por 3 carpelos unidos, é infero.  O estilo e estigma acham-se altamente modificados, o estilo é solitário e terminal e é o principal componente da "coluna", com uma porção do estigma formando um lóbulo alongado usualmente não recetivo, chamado "rostelo", posicionada sobre a região estigmática, e uma porção do rostelo que pode formar uma plataforma pegajosa, chamada "viscidio". O "viscidio" está anexado ao talito do "polinário".
Em geral são produtoras de néctar, como recompensa aos polinizadores. Os nectários são variáveis em posição e tipo. Por exemplo, encontram-se num espolón do lábio, ou nos ápices dos sépalos, ou nos septos do gineceo. Algumas espécies de orquídeas são autogamias ou apomixias, isto é, não precisam de polinizadores para produzir sementes.

## Atração dos polinizadores mediante recompensas
Muitas espécies de orquídeas recompensam aos polinizadores com alimento (como por exemplo, néctar, cabelos alimentares ou óleos) e outros compostos, tais como ceras, resinas e fragrâncias. Estas recompensas, a sua vez, reforçam a conduta dos polinizadores. Não obstante, a especialização num único tipo de polinizador para assegurar uma transferência mais eficiente de pólen, determinou uma crescente especialização morfológica e estrutural nas flores das orquídeas para garantir a atração de uma única espécie de inseto.
Este ponto central na evolução das relações interespecíficas entre as orquídeas e seus polinizadores foi captado por Darwin ao estudar as espécies britânicas e algumas espécies exóticas desta família. Por exemplo, a espécie de Madagáscar Angraecum sesquipedale possui em sua flor um espolon a mais de 30 cm cujo fundo se enche de néctar. Darwin tratou infrutiferamente de remover as polínias da flor usando agulhas. Só pôde o fazer após introduzir até o fundo do espolón um cilindro com um diâmetro de 2,5 mm e tracionar novamente para fora, já que nesse momento o viscidio ficava aderido ao cilindro. Darwin raciocinou que quando uma borboleta tentasse chegar com sua trompa até o fundo do espolón para lamber o néctar, uma vez que retirasse a sua probóscide, as polínias ficariam aderidas à sua cabeça. Ao visitar a seguinte flor, a mesma seria polinizada já que a borboleta estaria a depositar as polínias em sua estigma.
Este racionamento implicava que o inseto polinizador de Angraecum sesquipedale deveria ser uma borboleta com uma espiritrompa a mais de 30 cm de comprimento, uma ideia que soava ridícula para os biólogos da época. Não obstante, a predição de Darwin pôde ser comprovada em 1903, quando uma borboleta noturna com uma espiritrompa desse tamanho foi descoberta em Madagáscar e denominada Xanthopan morganii praedicta. O epíteto subespecífico "predicta", por suposto, faz referência a que sua existência foi predita por Darwin.
A borboleta é atraída para a flor pela fragrância que esta produz, especialmente de noite. Quando se acerca à flor desenrola sua probóscide e a insere numa racha do rostelo que conduz ao espolon. Uma vez que termina de lamber o néctar da base do espolon, levanta a cabeça enquanto remove a probóscide do espolon. Quando realiza esse movimento faz que o viscidio se adira à sua cabeça ou a outra parte de seu corpo. O viscidio penetra um pequeno pedicelo (a caudícula) que leva em seu extremo as polínias. Quando a borboleta termina de enrolar sua tromba e voa para outra flor, a caudícula se desidrata, se seca, o que determina que se modifique seu ângulo com respeito ao corpo do inseto, de modo tal que quando este visite a próxima flor e insira sua tromba nela, as polínias ficarão enfrentadas, e posteriormente aderidas, ao estigma. Uma vez que as polínias de uma planta ficam aderidas ao estigma da flor de outra planta, isto é que tem ocorrido a polinização, as flores deixam de produzir fragrância e suas tépalas se murcham pouco depois. Não obstante, o processo de transferência de pólen, fecundação e formação de milhares de novos indivíduos já tem ficado assegurado.
Muitas orquídeas, como o caso de Angraecum sesquipedale, são polinizadas por borboletas nocturnas e, por essa razão, apresentam flores de cores claras, quase brancas e produzem fragrância durante a tarde ou a noite. Exemplos deste tipo de orquídeas são as espécies Bonatea speciosa, Habenaria epipactidea, o género Satyrium, Disa cooperi e D. ophrydea.
A polinização por borboletas, por outra parte, tem evoluído em vários géneros de orquídeas. As flores destas espécies apresentam brilhantes cores e recompensam os seus polinizadores com néctar.
As espécies que são polinizadas por abelhas (denominadas Melitofilias) frequentemente emitem uma forte fragrância durante o dia e são de cores fortes e luminosos. Exemplos destas orquídeas são Satyrium erectum e Disa versicolor. As diferentes espécies de abelhas que polinizan orquídeas não só podem ser recompensadas com néctar mas em muitos casos, também são retribuidas com óleos. Esta recompensa  -um fenómeno bastante raro em plantas- se conhece para várias dezenas de espécies de orquídeas, entre elas umas 55 espécies sul-africanas, e as abelhas a utilizam para alimentar as suas larvas. Os géneros Disperis, Pterygodium, Corycium, Ceratandra, Evotella, Satyrium e Pachites, entre outros, apresentam espécies que recompensam as suas polinizadores com óleos.
A polinização por moscas (miofilia) é a segunda síndrome mais comum entre as orquídeas, com espécies de 20 famílias de dípteros registadas como polinizadoras. As flores emitem aromas que cheiram o alimento natural ou os substratos que visitam as moscas, os quais comummente são materiais orgânicos em descomposição, excrementos ou caroços, em busca de alimento ou para depositar seus ovos. Diferentes partes florais produzem cheiros azedos ou doces, comumente formam armadilhas que retêm ao polinizador, além de possuir vários apêndices que os atraem e cores já sejam brilhantes ou que cheiram a carne ou algum outro cheiro de matéria putrefacta.
As flores de Stelis hymenantha, por exemplo,  emitiem um aroma intenso a mentol doce. Na base do labelo produz-se uma substância que se adere fortemente à sua superfície, a modo de filme, semelhante ao néctar. As flores de S. immersa, outra orquídea polinizada por dípteros, são também fragantes, mas com um aroma diferente, parecido ao melão; e a diferença da primeira, a substância pegajosa localiza-se tanto nos pétalas como na base do labelo. Os visitantes destas duas espécies são principalmente dípteros de várias famílias. A maioria das moscas usualmente permanecem fora da flor ‘‘examinando’’ o líquido viscoso da superfície externa dos pétalas. Os polinizadores em Stelis immersa são fêmeas de uma pequena mosca do género Megaselia (Phoridae), a qual é a única com o tamanho preciso para efectuar a transferência de pólen. Após examinar a substância similar ao néctar, o inseto introduz-se lateralmente na flor e posa-se no labelo que se encontra na posição dirigida para abaixo. Quando isto sucede, o labelo se levanta pressionando ao inseto contra o viscidio do polinario e o apertando. Para sair, a mosca retrocede e o viscidio adere-se ao seu tórax. O labelo volta a sua posição original libertando o animal.

### Atração e recompensa por meio de perfumes
As flores das espécies das subtribos Stanhopeinae e Catasetinae pertencem às mais fascinantes e extravagantes de todas as orquídeas. Não são das mais belas, mas devido à sua polinização tão particular às vezes têm criado flores bizarras com mecanismos de polinização muito estranhos. As espécies desta tribo são polinizadas exclusivamente por machos euglossinos que procuram e coletam perfumes nestas flores. Até agora não se sabe para que os machos coletam e guardam estes perfumes; já que não servem  para nutrição nem proteção. Pensa-se que devem estar relacionados com os rituais de apareamento destes insetos.
A maneira de coletar estes perfumes é sempre muito parecida. O macho acerca-se à fonte do aroma, o osmóforo; normalmente posa-se sobre o labelo e começa a colectar com a suas patas dianteiras as substâncias responsáveis do aroma. Na maioria de casos são líquidos; em algumas espécies em forma cristalina. Se são sólidos, o macho dissolve-os primeiro com secreções das suas glándulas salivais. Com os cabelos longos e densos das suas patas dianteira, o
macho recolhe  o líquido presente ao labelo. Se este órgão está saturado dos componentes aromáticos, a abelh sai da flor para transferir os aromas com a ajuda das patas médias a cavidades que se encontram nas patas traseiras. No interior destas cavidades as substâncias podem ser guardadas por muito tempo. Diferentes géneros de orquídeas colam os polinários (ou polínia) a diferentes partes do corpo destes polinizadores que são atraídos quimicamente às suas flores.
As orquídeas, ao igual que outras plantas, atraem seletivamente a um grupo específico de machos euglossinos por médio da produção de misturas de aromas espécie-específicos que aparentemente atuam como mecanismos de isolamento reprodutivo. Por conseguinte, diferentes espécies de plantas atraem diferentes grupos de polinizadores. Inclusive, algumas orquídeas apresentam
modificações morfológicas em suas flores de tal maneira que só libertam o polinário quando são visitadas por certas espécies de abelhas (segundo seu tamanho e comportamento). Por esta razão não todos os euglosinos que visitam uma espécie de orquídea são polinizadores efetivos desta.

## Atração dos polinizadores mediante enganos

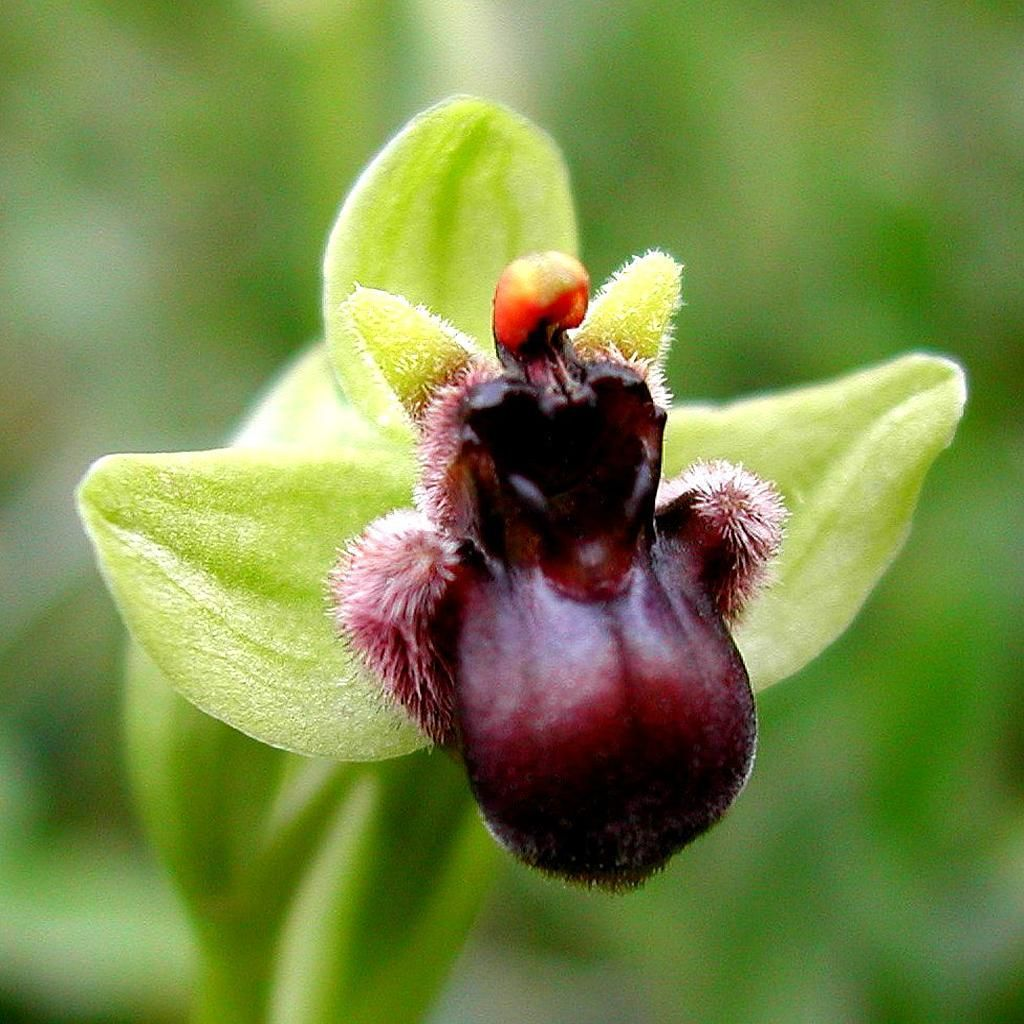
Ophrys bombyliflora é uma das espécies de orquídea que atrai aos insetos mediante a estratégia do engano sexual: seu labelo mimetiza às fêmeas de sua polinizador

Muitas orquídeas têm recorrido à táctica de seduzir aos polinizadores oferecendo aromas, formas, cores ou movimentos que imitam algo que a estes lhes interessa sem oferecer nada à mudança. Os mecanismos de engano são tão variados como surpreendentes e se listam a seguir:
- engano alimentar generalizado:  as flores imitam a forma e o colorido das espécies que usualmente recompensam aos polinizadores.
- engano alimentar mediado através de mimetismo floral:[24] neste caso, as flores imitam exatamente a uma espécie particular que recompensa aos polinizadores e com a que cohabitam.[25]
- imitação de lugares de aninhamento: as flores imitam os lugares de postura de ovos dos polinizadores.
- imitação de lugares de resguardo: as flores provêem aos polinizadores de lugares para resguardar-se. Esta estratégia pode não ser enganosa, mas favorável para ambos, o inseto e a orquídea.
- pseudoantagonismo: a planta atrai aos polinizadores através da invocação de mecanismos de defesa innatos. Assim, imita a forma de outra espécie de inseto, por exemplo, que o polinizador deseja afastar ou matar. O polinizador, ao ver a seu suposto inimigo, ataca-o, uma e outra vez. Nesta briga inútil contra uma flor, o inseto se cobre de polén que distribuirá a outras flores quando seja enganado novamente.[26]
- atração "rendezvous": as flores imitam a outras flores que são atraentes para as fêmeas dos polinizadores
- engano sexual: neste caso, as flores mimetizam os sinais de apareamento (tanto visuais como olfativas) das fêmeas dos polinizadores.

Dos mecanismos descritos, o comum entre as orquídeas é o de engano alimentar generalizado (informado em 38 géneros) seguido do engano sexual (18 géneros).

### Atração dos polinizadores mediante engano por alimento
A capacidade de atrair aos polinizadores sem oferecer-lhes nenhuma recompensa a mudança tem evoluído independentemente em várias linhagens de angiospermas, mas usualmente em só umas poucas espécies por família. Em contraste, estimou-se que para perto de uma terceira parte das espécies de orquídeas utilizam o mecanismo de engano alimentar. Este mecanismo consiste na atração de polinizadores mediante a sinalização da presença de alimento, tais como néctar ou polén, mas sem lhes prover nenhum tipo de recompensa. Para isso, as orquídeas utilizam a estratégia de se parecer a espécies que se recompensam a suas polinizadores e com as quais habitam conjuntamente. Mais frequentemente, o engano alimentar consiste numa semelhança geral com as espécies que recompensam aos polinizadores, isto é, este tipo de orquídeas apresenta flores grandes e de cores brilhantes, estratégia que explode as preferências dos polinizadores por essa classe de flores.

#### Imitação de outras plantas
Neste caso a orquídea "engana" aos polinizadores típicos de outras espécies de plantas para que realizem a polinização. O método para enganá-los é imitar as flores de outras espécies.  Um caso muito descritivo disto se observa na orquídea Epidendrum ibaguense. Esta orquídea terrestre ou litófila, abunda desde México até Bolívia e Brasil. Suas flores de cor laranja com labelo amarelo intenso imitam às flores de uma asclepiadacea, Asclepias curassavica. Existe uma borboleta, Agraulis vanillae, que visita usualmente a esta espécie para se tentar obter néctar em troca do transporte de polén. Em muitas oportunidades, não obstante, a borboleta atraída pela cor e a forma das flores de Epidendrum dirige-se para elas e introduz seu aparelho bucal (seu espiritrompa) num conduto estreito (ginostemo) que, por seu muito escasso diâmetro, determina que a espiritrompa fique presa uns instantes. A força do inseto por libertar-se faz que as polínias da orquídea se lhe adiram à sua cabeça. Depois de soltar-se, e ao ser enganado novamente por outra planta de Epidendrum, transportará o polén e permitirá assim a polinização nesta espécie mas sem ter recebido néctar pelos seus serviços.

### Atração de polinizadores por engano sexual
Há flores enganosas que imitam a forma, pilosidade e cheiro das fêmeas de certas vespas ou abelhas. O caso melhor conhecido é o de Ophrys insectifera orquídea do sul da Europa; é visitada unicamente por duas espécies de vespas do género Argogorytes. Os machos nascem na primavera várias semanas dantes que as fêmeas, e em seus primeiros voos são atraídos pela fragância das flores de Ophrys, similar às feromonas secretadas pelas fêmeas. Depois o labelo apresenta forma, cor e textura similar às fêmeas. O processo designa-se como pseudocópula porque as vespas macho tentam juntar com a flor, e ao o fazer, entram em contacto com a antera, transladando os polinios de uma flor a outra em tentativas sucessivas.
A polinização por pseudocopulação foi descrita pela primeira vez em 1916 e 1917 por A. Pouyanne e H. Correvon quando estudaram as inter-relações entre a orquídea Ophrys speculum e a vespa escólida Campsoscolia ciliata em Argélia. As publicações destes biólogos franceses passaram inadvertidas até que Robert Godfrey confirmou suas observações em 1925, o que determinou um incremento no interesse no tema. O trabalho de 1925 foi seguido de uma grande quantidade de publicações da bióloga australiana Edith Coleman a respeito da polinização das orquídeas do género Cryptostylis pelos machos da vespa ichneumonoidea Lissopimpla excelsa.
Vários géneros de orquídeas terrestres reproduzem-se por este mecanismo. Os géneros mais conhecidos e melhor documentados são, além dos já mencionados Ophrys e Cryptostylis,  Drakaea, Caladenia, Chiloglottis, Geoblasta, Arthrochilus, Calochilus, Leporella e Spiculaea. A grande maioria dos géneros de orquídeas terrestres que utilizam a pseudocopulação se encontram na Austrália e o género maior de orquídeas com espécies pseudocopuladas é Ophrys da Europa. O mecanismo não está em absoluto circunscripto a um continente em particular, já que também se informou para uma espécie sul-americana (Geoblasta penicillata) e duas orquídeas sul-africanas do género Disa.
Idêntico mecanismo utiliza Tolumnia henekeni, cuja flor assemlha a fêmea de uma espécie de abelha, Centris insularis, e o faz tão bem que o macho desta espécie é enganado e trata de copular a imitação de fêmea que lhe oferece a flor. Fazendo isto poliniza a flor.
Em Caleana, denominada nos países de fala inglesa "duck orchid" ("orquídea pato") pela semelhança de sua labelo com a cabeça de um pato e o resto da flor com o corpo de um pato em pleno voo, tem-se descrito um mecanismo de pseudocopulação algo diferente. Esta espécie usa um mecanismo de recurso para prender aos insetos numa bolsa, sendo a sua única possibilidade de escapar através do polínio e do estigma. Os machos dos insetos polinizadores aterram no labelo, o que dispara um mecanismo de relaxamento de duas articulações (uma é a do labelo-lâmina e a outra é a da lâmina-perianto) que dá volta ao inseto com a parte de atrás de sua tórax na bolsa que contém o estigma e a polínia.
A pseudocopulação não só está restrita a polinizadores pertencentes à ordem dos himenópteros (abelhas e vespas). De facto, tem sido descrita também para dípteros (um mosquito do género Bradysia) que pseudocopulam espécies de Lepanthes, um dos géneros mais amplos de angiospermas que habitam as selvas neotropicais.
As flores das orquídeas do género Ophrys não só imitam a forma, o tamanho e a cor das fêmeas de seus polinizadores, mas que também emitem uma fragrância que inclui vários compostos que se encontram nas feromonas sexuais das fêmeas, com o qual conseguem reforçar a conduta sexual dos machos. Compararam-se os compostos voláteis emitidos por Ophrys iricolor e as feromonas femininas de sua espécie polinizadora, Andrena morio, tanto desde o ponto de vista químico como electrofisiológico. Descobriram-se mais de 40 compostos, entre eles alcanos e alquenos de 20 a 29 átomos de carbono, aldeídos com 9 a 24 carbonos e dois ésteres. Quase todos esses compostos se acharam em similares proporções tanto nos extractos florais de O. iricolor como nos extratos da superfície cuticular das fêmeas de A. morio, como se pode observar na tabela acima.
Os compostos voláteis biologicamente ativos deste padrão são muito similares aos utilizados por outras espécies de Ophrys que são pseudocopuladas por machos dos géneros Andrena e Colletes.